# Black (film, 2015)
Pour les articles homonymes, voir Black.
Pour plus de détails, voir Fiche technique et Distribution.
Black est un film dramatique belge réalisé par Adil El Arbi et Bilall Fallah.
Le film est une adaptation des livres Black et Back de l’écrivain belge Dirk Bracke.
Sa sortie sur les écrans français est annulée par le distributeur à cause des « réticences des exploitants de cinéma à le programmer dans le contexte actuel. ».

## Synopsis
Mavela est une jeune fille de 15 ans, membre des Black Bronx, une bande urbaine connue dans le quartier congolais de Matonge à Ixelles. La jeune fille va faire la rencontre d'un jeune marocain qui lui, appartient à une bande rivale de Molenbeek, les 1080. Les deux amoureux vont alors devoir faire des choix difficiles qui auront par la suite de lourdes conséquences.

## Lieux de tournage

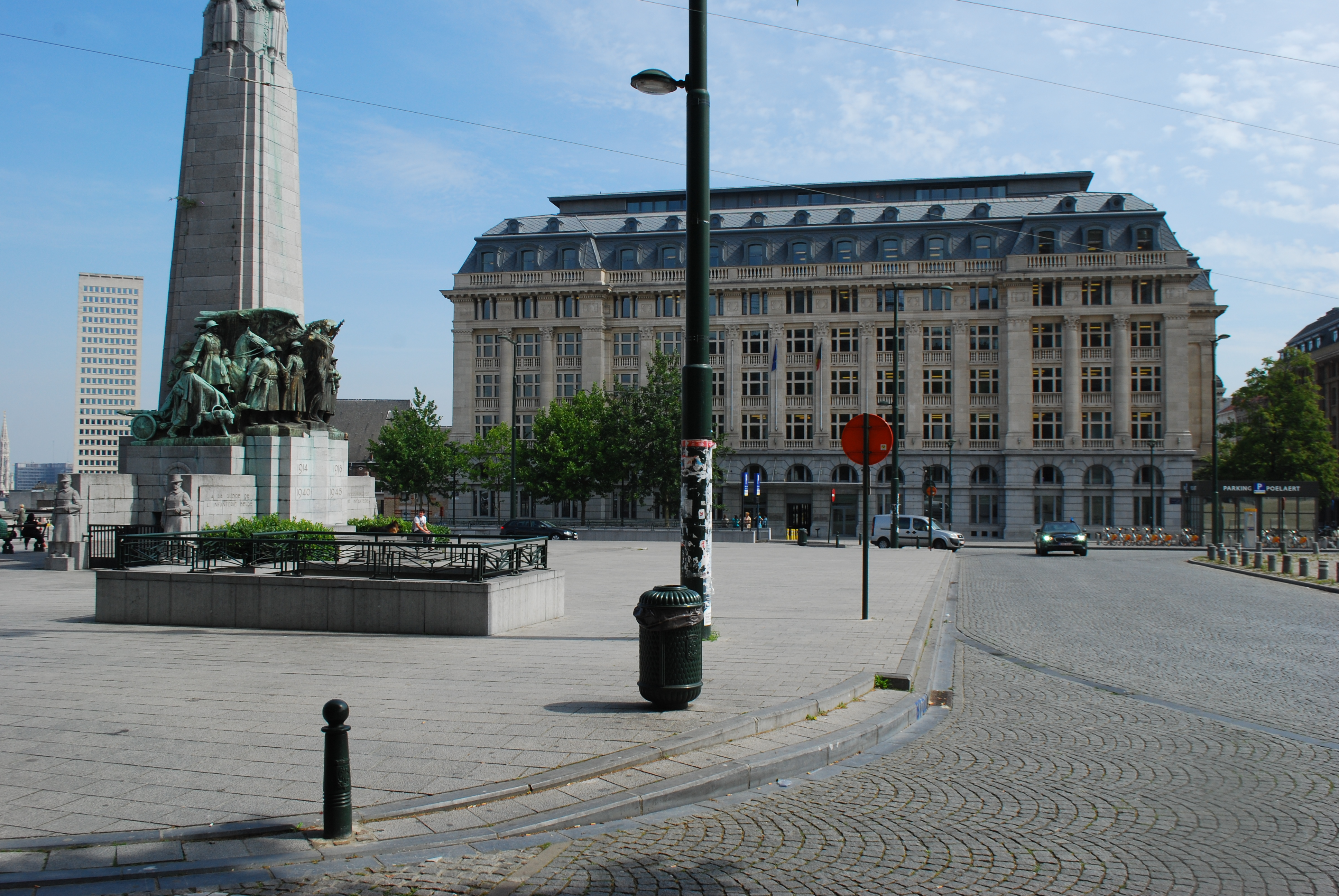
Place Poelaert, à Ixelles (Bruxelles), lieu où a eu l'arrachage de sac en début de film.
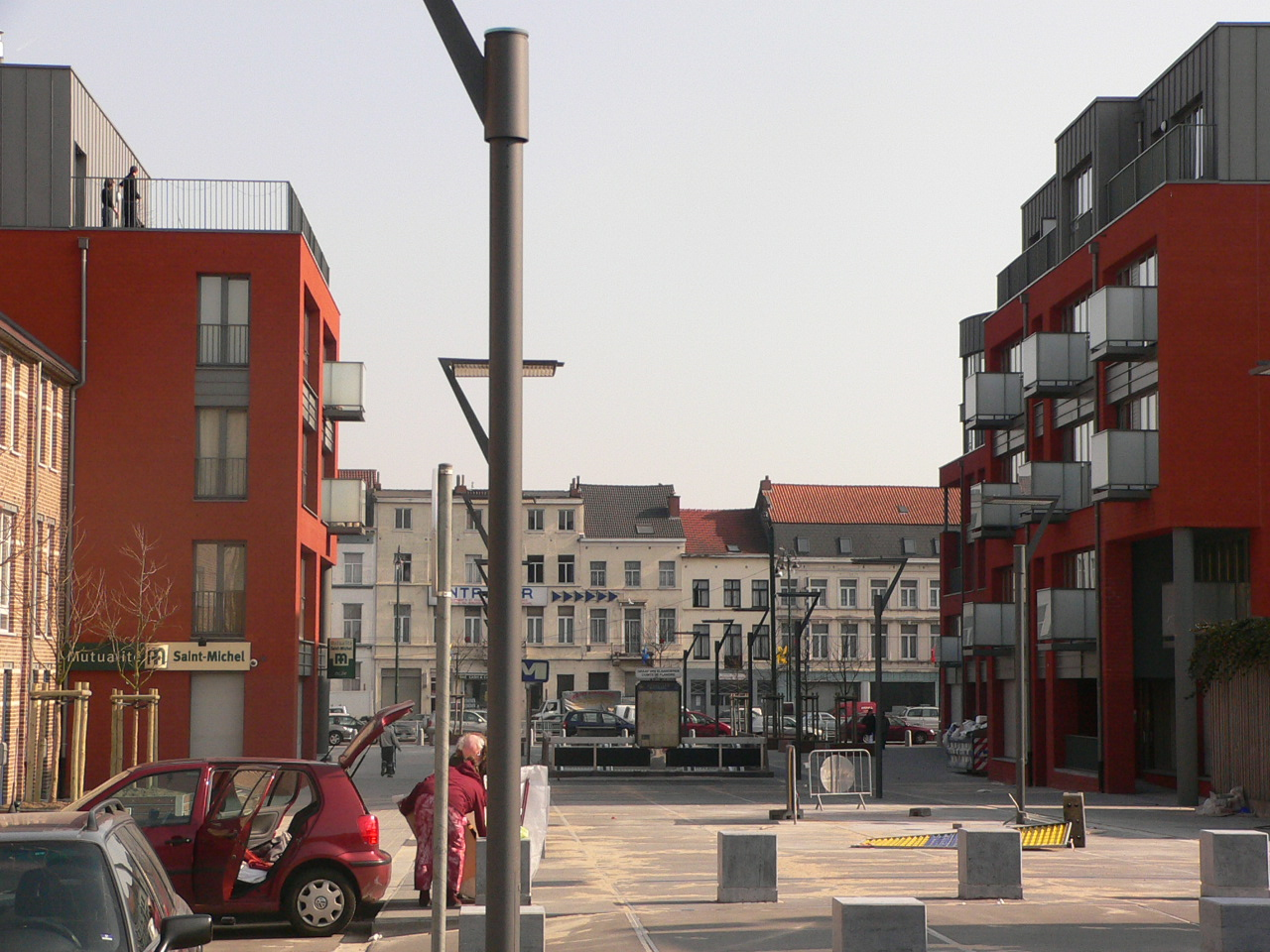
Le quartier Comte de Flandre, à Molenbeek-Saint-Jean (Bruxelles), où se trouve le commissariat.
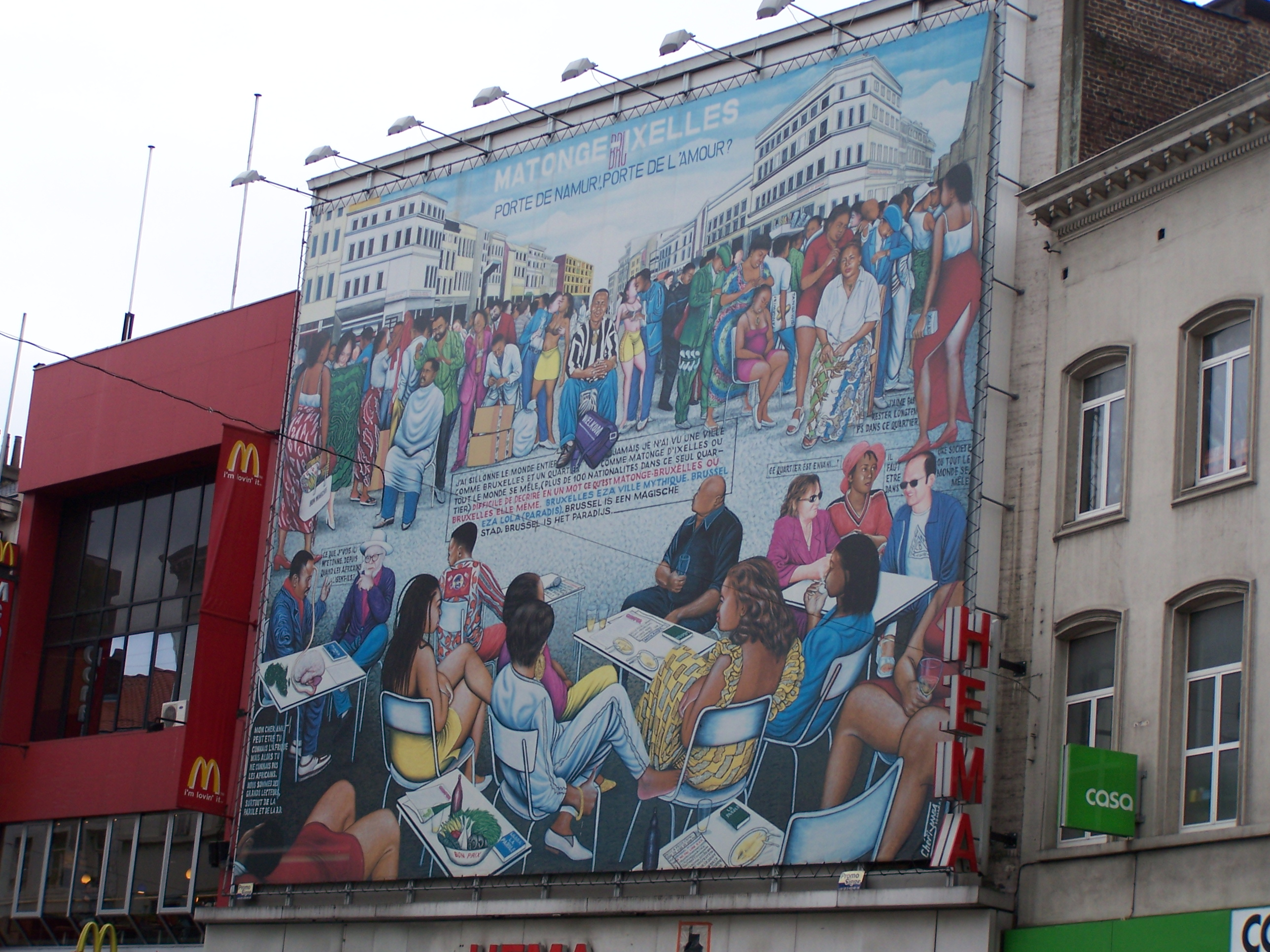
Matonge, à Ixelles (Bruxelles), lieu principal des Black Bronx.
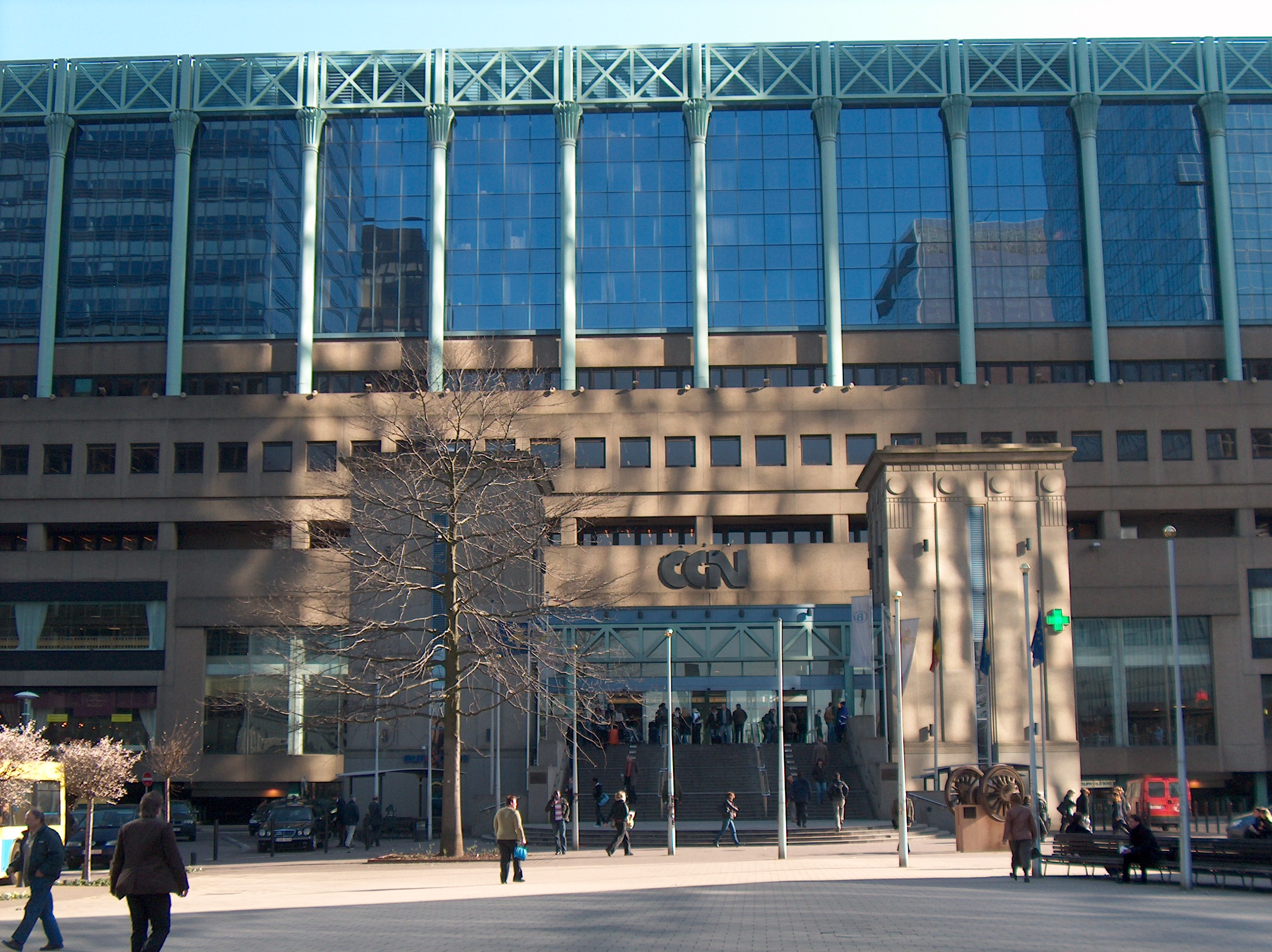
Gare du Nord, à Bruxelles, lieu où éclate la bagarre entre les deux bandes rivales en fin de film.

## Incidents
Des incidents ont eu lieu lors de la première projection du film Black dans le Kinepolis de Bruxelles. Des bagarres ainsi que des affrontements ont éclaté, en pleine salle de cinéma le 11 novembre 2015. Des mineurs de moins de 16 ans, après avoir acheté un ticket pour un autre film, ont pénétré dans la salle où le film était projeté, ce qui a provoqué des remous et une intervention policière. Des jets de pierres ont eu lieu contre les policiers. Les deux premières séances du film Black ont dû être annulées.

## Fiche technique
- Titre : Black
- Réalisation : Adil El Arbi et Bilall Fallah
- Scénario : Nele Meirhaeghe, Adil El Arbi et Bilall Fallah
- Photographie : Robrecht Heyvaert
- Musique : Hannes De Maeyer
- Producteurs : Frank van Passel, Bert Hamelinck et Ivy Vanhaecke
- Pays d’origine :  Belgique
- Langue : Français, néerlandais, arabe marocain
- Distributeur : Kinepolis Film Distribution
- Genre : Drame
- Dates de sortie :
  -  Belgique : 11 novembre 2015[6]
  -  Pays-Bas : 14 janvier 2016
- Film interdit aux moins de 16 ans lors de sa sortie en Belgique

## Distribution
- Sanâa Alaoui : Mina
- Martha Canga Antonio : Mavela
- Aboubakr Bensaihi : Marwan
- Théo Kabeya : Notorious
- Emmanuel Tahon : X
- Soufiane Chilah : Nassim
- Natascha Boyamba : Justelle
- Simon Frey : Jonathan
- Ashley Ntangu : Doris
- Sanaa Bourrasse : Loubna
- Marine Scandiuzzi : Sindi
- Glody Lombi : Angela
- Brandon Masudi : Alonzo
- Brahim El Abdouni : Matti
- Axel Masudi : CMM
- Faysel Ichakarene : Redouan
- Jeremie Zagba : Don
- Laetitia Nouhhaïdi : Christelle
- Bwanga Pilipili : Augustine
- Eric Kabongo : Krazy-E
- Lorris Masudi : Pookie
- Kobe Van Steenberghe : Agent Meysen
- Jérémy Zagba : Don

## Bande son
- Ali B feat. Sevn Alias & Boef : Een Klein Beetje Geluk
- Nixon feat. Bringhim : Chronology
- Damso : Black
- Négatif Clan : Boma Ye
- Jones Cruipy : Crack and weed
- Romano Daking : Gros Son
- Bringhim : Pocahontas
- La Smala : Dans un bar à 5
- Gangthelabel : Can't Lose
- Romano Daking : Problèmes
- Aboubakr feat. Martha : Can you hear me
- Oscar and the wolf feat. Tsar B : Back to black
- Krazy E : Black on Black
- Rival CNN - Du plomb dans les ailes
- Hannes de Maeyer - 1080
- Hannes de Maeyer - First Date
- Hannes de Maeyer - Metro Fight
- Hannes de Maeyer - Molotov Cocktail
- Hannes de Maeyer - Forbidden Love
- Hannes de Maeyer - Busted
- Hannes de Maeyer - Aftermath
- Hannes de Maeyer - Going far Away
- Hannes de Maeyer - Speeding Up
- Hannes de Maeyer - Black Bronx for Life
- Hannes de Maeyer - No Way Back
- Hannes de Maeyer - Final Battle
- Hannes de Maeyer - Teaser

## Prix
- Prix Discovery du Festival international du film de Toronto 2015[7],[6],[8]
- Prix du public au Festival du Film de Gand[9]
- Prix du meilleur film dans la catégorie "Ramdam de l'année" et film "le plus dérangeant" du Tournai Ramdam Festival 2016